# James Moore (rugby à XV)
Pour les articles homonymes, voir James Moore et Moore.

a Compétitions nationales et continentales officielles uniquement.

b Matchs officiels uniquement.
Dernière mise à jour le 20 août 2023.
James Moore, né le 11 juin 1993 à Brisbane (Australie), est un joueur de rugby à XV international japonais d'origine australienne, évoluant principalement au poste de deuxième ligne. Il évolue avec le club des Urayasu D-Rocks en League One depuis 2022.

## Biographie
James Moore suit sa formation à la Brisbane State High School (en), où il joue avec l'équipe de rugby de l’établissent, côtoyant le futur Wallaby Samu Kerevi,.
Il commence sa carrière avec le club amateur des East Tigers en Queensland Premier Rugby. Il joue avec cette équipe pendant deux saisons, et est finaliste du championnat en 2015,.
En 2015, il fait ses débuts au niveau professionnel en rejoignant Brisbane City en NRC. Il ne joue qu'une saison avec cette équipe avec qui il remporte le championnat, mais où il est très peu utilisé avec seulement trois matchs disputés et aucune titularisation.
Bloqué dans sa progression dans son pays natal, où il n'arrive pas à percer, il décide en 2017 de rejoindre le club japonais des Toshiba Brave Lupus situé à Fuchū et qui évolue en Top League. Il s'impose tout de suite comme un titulaire régulier en deuxième ligne. 
Dès sa première saison au Japon, il est repéré par le sélectionneur japonais Jamie Joseph qui souhaite lui faire rejoindre la franchise des Sunwolves afin de lui permettre à terme de jouer sous le maillot japonais. Moore accepte et fait partie de l'effectif des Sunwolves pour la saison 2018 de Super Rugby. Il fait ses débuts en Super Rugby le 24 février 2018 contre les Brumbies. 
Toujours en 2018, après une saison avec les Brave Lupus, il décide de changer de club et rejoint les Munakata Sanix Blues dans le même championnat.
Grâce à ses trois années passées sur le territoire japonais, il devient sélectionnable pour cette nation à partir de juillet 2019. Il est sélectionné pour la première fois avec l'équipe du Japon en juillet 2019, le cadre de la Pacific Nations Cup. Il obtient sa première cape internationale le 27 juillet 2019 à l’occasion d’un match contre l'équipe des Fidji à Kamaishi,.
Il fait partie du groupe japonais sélectionné pour participer à la coupe du monde 2019 au Japon. Il dispute les cinq rencontres de son équipe, dont le quart de finale contre l'équipe d'Afrique du Sud,,.
En 2022, il change de club, et rejoint les Shining Arcs Tokyo-Bay Urayasu dans le nouveau championnat domestique japonais appelé League One. L'année suivante, son club cesse officiellement ses activités, mais Moore continue de jouer pour la nouvelle identité du club, nommé Urayasu D-Rocks.
Le 15 août 2023, il est sélectionné par Jamie Joseph au sein d'une pré-liste de trente joueurs retenus pour disputer la Coupe du monde 2023 en France. Toutefois, trois jours plus tard, il est contraint de déclarer forfait à cause d'une blessure. 

## Palmarès

### En club
- Vainqueur du NRC en 2015 avec Brisbane City.

### En équipe nationale
- 16 sélections avec le Japon depuis 2019.
- 0 point.

- Vainqueur de la Pacific Nations Cup en 2019